# 長野県松本工業高等学校
長野県松本工業高等学校（ながのけん まつもとこうぎょうこうとうがっこう）は、長野県松本市筑摩四丁目にある県立工業高等学校。通称は「松工」（まつこう 若しくは まっこう）。文化祭は「松工祭」と称し、その名称は校名に由来する。

## 沿革
- 1939年（昭和14年）4月1日 - 長野県松本工業学校として開校。本科に機械科、電気科を第二本科に機械科、電気科を設置。
- 1942年（昭和17年）4月1日 - 本科に精密機械科、第三本科に電気科を設置。
- 1944年（昭和19年）4月1日 - 精密機械科と機械科を統合。本科機械科、同電気科、第二本科機械科、同電気科に再編。
- 1948年（昭和23年）4月1日 - 学制改革により、長野県松本工業高等学校となる。全日制に機械工作課程、電力課程と定時制に機械工作課程、電力課程を設置。
- 1955年（昭和30年）8月1日 - 全日制、定時制とも機械工作課程を機械課程に、電力課程を電気課程に改称。
- 1960年（昭和35年）4月1日 - 全日制に電子工業課程を設置。
- 1963年（昭和38年）4月1日 - 機械、電気、電子工業課程をそれぞれ機械科、電気科、電子工業科に改称。
- 2007年（平成19年）4月1日 - 定時制課程の生徒募集停止。定時制課程は2009年度末に松本筑摩高校に統合された。2010年3月2日に閉課程式が行われた。

## 教育目標
- 自主的で協調性があり、公民的生活のできる人をつくる。
- 質実で礼儀を重んずる態度と、奉仕の精神を育成する。
- 保健衛生及び職場の安全に留意する習慣をつけさせる。
- 実験実習を通じて勤労を愛好し、責任を重んずる習慣を養わせる。
- 科学技術に関する研究心を高揚し、工夫創造の能力を啓培する。
- 生徒自身による自律活動を重んじ、積極的に義務を遂行する精神を育成する。
- 一般教養を身につけ豊かな人間性をつちかい、潤いある社会生活のできる素地を涵養（かんよう）する。

## 著名な出身者
- 北沢清功 - 政治家
- 御子柴進 - プロ野球選手（元阪神）
- 丑山努 - プロ野球選手（元日本ハム）※定時制在学、3年修了時に転校
- 柿田裕太 - プロ野球選手（元横浜）
- 百瀬治彦 - ジャスピンコニカ開発（小西六写真工業エンジニア）

## 部活動
2025年現在、22の部活動がある。
- 硬式野球部

第92回全国高校野球選手権長野大会に優勝し、初の甲子園出場を果たしている。
- 軟式野球部
- サッカー部
- バレーボール部
- バスケットボール部
- テニス部
- ソフトテニス部
- 卓球部
- バドミントン部
- 柔道部
- 剣道部
- 陸上競技部
- 自転車競技部

全国からも強豪校として知られており、国民体育大会やインターハイにも出場している。また、県内の競輪選手の多くは松本工業高校のOBである。
- 原動機部
- 機械工学部
- 電気工学部
- 電子工学部
- 電気通信部 (電気工事班・山岳班)
- 写真部
- 吹奏楽部
- 軽音楽部
- インターアクト部

空手部は2021年に、科学部は2024年に廃部した。
2025年現在、3つの同好会がある。
- 漫画研究部
- 囲碁将棋部
- 水泳部

## 校歌・応援歌
- 校歌 作詞：花村奨 作曲：井上武士
  - 校歌は1番から4番まであるが、2~3番は歌われないことが多い。

- 応援歌
  - 「松工応援歌」
  - 「行け堂々」
  - 「松工壮行歌」

## 最寄駅
- 東日本旅客鉄道篠ノ井線：松本駅。